# Анемонова риба
Анемо́нова ри́ба (Amphiprion ocellaris) — вид морських риб підродини риб-клоунів (Amphiprioninae).

## Зовнішній вигляд
Анемонові риби досягають 11 см в довжину. У спинному плавці 10-11 колючих променів і 13—17 м'яких, в анальному — 2 колючих промені та 11—13 м'яких, в грудному — 16—18 променів. Колір тіла — червоно-помаранчевий з трьома вертикальними білими смугами: на голові, в середній частині тулуба і на «стеблі» хвоста. Тулубна смуга має трикутну форму.

## Ареал і екологія виду
Природне місце існування анемонових риб — коралові рифи до глибини 15 м у водах Андаманських і Нікобарських островів, Індо-Малайського архіпелагу, північного узбережжя Австралії, Філіппін, узбережжя Південно-Східної Азії, Тайваню і південних островів Рюкю.
У спільноті коралового рифу анемонові риби існують в симбіозі з актиніями (морськими анемонами) Heteractis magnifica, Stichodatyla gigantean і Stichodatyla mertensii.

## Розмноження
Amphiprion ocellaris — протандрічний гермафродит: всі молоді особини — самці, але протягом життя риба змінює стать. Стимул, що запускає зміну статі — загибель самиці.

## Життя у неволі
Анемонові риби — поширені мешканці морських акваріумів.

## Анемонові рибки в масовій культурі
- «У пошуках Немо» — анімаційний фільм студії Pixar, головні герої якого — дві анемонові рибки, батько і син.